# Arbroath
Arbroath (/ɑːrˈbroʊθ/) nebo Aberbrothock (skotská gaelština: Obar Bhrothaig [ˈopəɾ ˈvɾo.ɪkʲ]) je bývalé královské město a největší město ve správní oblasti Angus ve Skotsku s 23 902 obyvateli.
Leží na pobřeží Severního moře na východovýchod od Dundee a 72,4 km jihozápadně od Aberdeenu.
Archeologické nálezy dokládají osídlení v době železné, ale jeho historie jako města začala založením opatství Arbroath v roce 1178. Během průmyslové revoluce se město značně rozrostlo díky lnářskému a později jutovému průmyslu a strojírenství. V roce 1839 zde byl vybudován nový přístav; ve 20. století byl Arbroath jedním z největších skotských rybářských přístavů.
Je známý díky Arbroathské deklaraci a Arbroath smokie. Fotbalový klub Arbroath je držitelem světového rekordu v počtu vstřelených gólů v profesionálním fotbalovém zápase: V roce 1885 v utkání Skotského poháru proti týmu Bon Accord z Aberdeenu zvítězil 36:0.

## Historie

### Ranní historie
Oblast Arbroathu byla osídlena přinejmenším od neolitu. Materiál z jam v ohradě v Douglasmuiru, poblíž Friockheimu, asi pět mil severně od Arbroathu, byl radiokarbonovou metodou datován do doby přibližně 3500 let př. n. l. Funkce ohrady není známa – snad sloužila k zemědělství nebo k obřadním účelům.
V oblasti se hojně vyskytují nálezy z doby bronzové. Patří k nim pohřby v malých kamenných hrobech (cistách) u West Newbiggingu, asi míli severně od města, které obsahovaly keramické urny, pár stříbrných disků a zlatý náramek. Archeologie doby železné je také přítomna, například v podzemí u hřbitova Warddykes a u West Grange of Conan, stejně jako známější příklady v Carlungie a Ardestie.

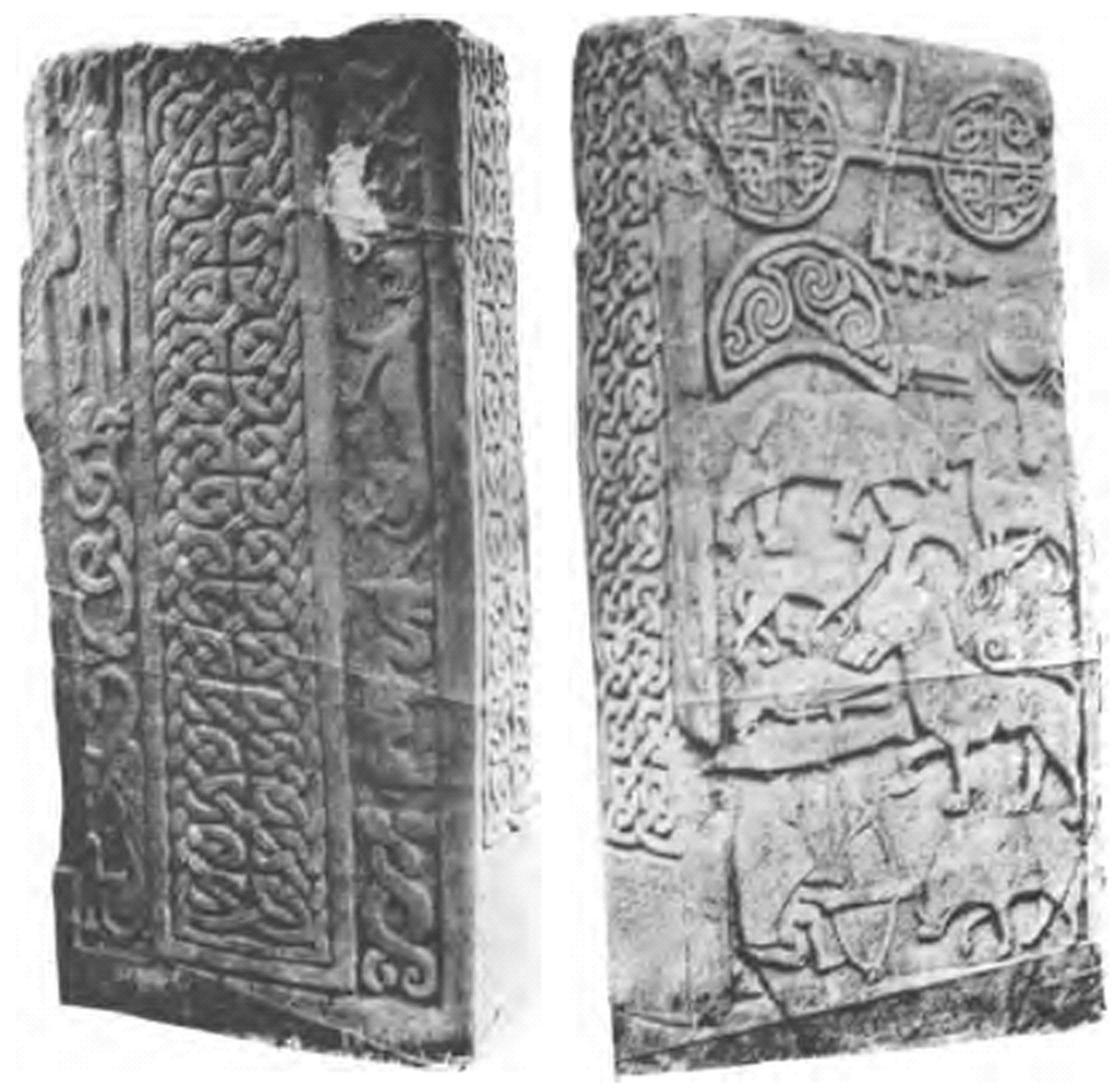
Drosten Stone

Zdá se, že oblast měla význam i v raně křesťanském období, jak dokazují piktské kamenné rytiny nalezené při obnově kostela St Vigeans, které jsou nyní umístěny v tamním malém muzeu. Kameny byly použity při stavbě starého kostela a mnohé z nich byly značně poškozené. Jeden z nich, Drosten Stone (Drostenův kámen) z 9. století, patří k několika málo piktským artefaktům s latinským nápisem: DROSTEN: IREUORET [E]TTFOR CUS. Tento nápis se vykládá různě, ale předpokládá se, že se vztahuje k piktskému králi Uuradovi, který vládl v letech 839–842 n. l.

### Středověká historie
První novodobou stavbou v Arbroathu bylo opatství založené králem Vilémem Lvem v roce 1178 pro mnichy tyronského řádu z opatství Kelso. Bylo vysvěceno v roce 1197 s věnováním svatému Tomáši Becketovi jako jediná králova osobní nadace; ten byl v jeho prostorách pohřben v roce 1214. Opatství bylo definitivně dokončeno až v roce 1233.
Král Jan také ve 13. století osvobodil Arbroath od "mýtného a cla" ve všech částech Anglie kromě Londýna.
Bitva u Arbroathu v roce 1446 se odehrála po sérii střetů mezi arbroathským vrchním soudcem Alexandrem Lindsayem, třetím hrabětem z Crawfordu, a biskupem Jamesem Kennedym ze St Andrews, které vedly k tomu, že Lindsay vyplenil biskupovy pozemky a vypálil jeho majetek. Lindsay byl exkomunikován a mělo se za to, že je to v rozporu s jeho rolí vrchního soudce. Mniši z arbroathského opatství vybrali jako jeho náhradu Alexandra Ogilvyho z Inverquharity a tato urážka vedla k líté bitvě ve městě, při níž zahynulo 500 lidí včetně Lindsaye a Ogilvyho. Velké části města byly následně zničeny Lindsayovou rodinou.
Po zrušení v době reformace opatství brzy upadlo v zapomnění a nakonec zchátralo. Olověná střecha byla údajně použita v občanských válkách v 16. století a kamenné zdivo bylo drancováno pro stavbu domů ve městě. V 17. a 18. století byly ruiny oblíbeným místem cestovatelů. Nakonec byly v roce 1815 převzaty do státní péče. Nyní je spravuje Historic Scotland.
Dne 6. dubna 1320 se v opatství Arbroath sešel skotský parlament a adresoval papeži Arbroathskou deklaraci, kterou vypracoval tehdejší opat Bernard. Ta podrobně popisovala služby, které jejich "pán a panovník" Robert Bruce prokázal Skotsku, a výmluvně potvrzovala skotskou nezávislost[9].
Arbroath byl v roce 1599 Jakubem VI. povýšen na královské město.

### Moderní dějiny
Jakobitské povstání z roku 1745, známé jako čtyřicet pět, proměnilo Arbroath v jakobitské město. Velká část zdatných mužů se přidala k jakobitské armádě. Byl to jeden z hlavních přístavů, kde se mohli vylodit muži a zásoby z Francie. Spolu s dalšími jakobitskými přístavy na severovýchodním pobřeží tvořilo pro jakobitskou věc majetek téměř nevyčíslitelné hodnoty.
Průmyslová revoluce rozšířila ekonomiku a počet obyvatel Arbroathu. Byla postavena nová obydlí pro příliv dělníků. Arbroath se stal známým díky výrobě juty a plachtoviny – v roce 1875 zde bylo 34 továren s 1 400 tkalcovskými stavy, které vyrobily přes milion yardů osnaburského sukna a 450 000 yardů plachtoviny. Předpokládá se, že Arbroath dodával plachty pro loď Cutty Sark. V roce 1867 továrny zaměstnávaly 4 620 lidí. Arbroath byl také významný ve výrobě obuvi a sekaček na trávu; místní firma Alexander Shanks, založená v roce 1840 a sídlící v Dens Iron Works, dodávala sekačky pro Old Course v St Andrews a All England Lawn Tennis and Croquet Club. V roce 1960 firmu Shanks převzala další místní firma Giddings & Lewis-Fraser Ltd., která se vyvinula z firmy Douglas Fraser, založené v roce 1832 a zabývající se především výrobou lnu a plátna. V pozdějším 19. století se firma, tehdy již Douglas Fraser & Sons, po úspěchu pletacího stroje navrženého Normanem Fraserem zaměřila na strojní výrobu. Firma měla zájmy v Jižní Americe a Indii. V roce 1959 její firmy převzala americká společnost Giddings & Lewis a přejmenovala je na Giddings & Lewis-Fraser. Její sídlo bylo Wellgate Works, Arbroath.
Arbroath je dnes známý především díky svým vazbám na rybářský průmysl. Poté, co přístavy ze 14.-18. století ustoupily v roce 1839 většímu přístavu, hledala rada rybáře ochotné přestěhovat se do Arbroathu, aby využili jeho zázemí. Přijímala muže z nedalekého Auchmithie i ze vzdálenějších míst, včetně Shetland. Průmysl se rozrůstal. V letech největšího rozmachu až do roku 1980 pracovalo v Arbroathu asi 40 plavidel na lov lososů a pelagických ryb, která zaměstnávala stovky lidí na palubě a další stovky na břehu při obsluze plavidel a zpracování ryb. Snížení kvót a vyřazování z provozu si ve Skotsku vybíralo svou daň od 1980 až do současnosti (2007). Arbroath zůstává přístavem pro lov lososů, který je otevřen pro vykládku měkkýšů a korýšů. Z Arbroathu pravidelně vyplouvá pouze jedno plavidlo; další tři plavidla vlastněná Arbroathem vyplouvají z Aberdeenu a přístavů dále na sever. Velkým zaměstnavatelem zůstává zpracování ryb, ale ryby pocházejí z Aberdeenu, Peterheadu a dokonce i z Islandu, Norska a Irska.
V 19. století došlo v Arbroathu k rozvoji zdravotnictví. V roce 1836 byl na základě předplatného zřízen dispenzář, který poskytoval lékařskou péči chudým. V roce 1842 se kvůli epidemii skvrnitého tyfu zřídilo malé izolační oddělení. Následujícího roku se z něj díky předplatnému stala nemocnice Arbroath Infirmary, která byla otevřena v roce 1845 a v roce 1916 našla nové prostory.

## Geografie
Arbroath leží na pobřeží Severního moře, 27 km severovýchodně od Dundee, v regionu Angus. Geologicky leží převážně na starém červeném pískovci (Old Red Sandstone). Níže položené části byly pod úrovní mořské hladiny až do poslední doby ledové.
Arbroath leží 158 km severovýchodně od Glasgow a 124 km od Edinburghu. Sousední vesnice St. Vigeans, Carmyllie, Friockheim, Colliston a Inverkeilor jsou pro účely zastupování v radě brány jako součást Arbroathu a spolu s Carnoustie sdílejí jeho telefonní předvolbu 01241.